# Campionati tedeschi di sci alpino 2018
I Campionati tedeschi di sci alpino 2018 si sono svolti a Bischofswiesen, Garmisch-Partenkirchen, Oberjoch e Sudelfeld dal 18 marzo al 3 aprile 2018. Il programma ha incluso gare di discesa libera, supergigante, slalom gigante, slalom speciale e combinata, tutte sia maschili sia femminili; tuttavia le gare di combinata sono state annullate.
Trattandosi di competizioni valide anche ai fini del punteggio FIS vi hanno partecipato anche sciatori di altre federazioni, senza che questo consentisse loro di concorrere al titolo nazionale tedesco. 

## Risultati

### Uomini

#### Discesa libera
| Pos. | Atleta            | Nazione     | Tempo   |
| ---- | ----------------- | ----------- | ------- |
| 1    | Thomas Dreßen     | Germania    | 58,95   |
| 2    | Christof Brandner | Germania    | 59,05   |
| 3    | Josef Ferstl      | Germania    | 59,47   |
| 4    | Christopher Hörl  | Moldavia    | 59,70   |
| 5    | Marc Pfister      | Svizzera    | 59,74   |
| 6    | Andreas Sander    | Germania    | 1:00,04 |
| 7    | Lars Rösti        | Svizzera    | 1:00,12 |
| 8    | Andreas Romar     | Finlandia   | 1:00,24 |
| 9    | Maarten Meiners   | Paesi Bassi | 1:00,25 |
| 10   | Ryo Sugai         | Giappone    | 1:00,33 |

Data: 22 marzo 2018

Località: Garmisch-Partenkirchen

Ore: 11:00

Pista: 

Partenza: 1690 m s.l.m.

Arrivo: 1188 m s.l.m.

Dislivello: 503 m

Tracciatore: Andreas Fürbeck

#### Supergigante
| Pos. | Atleta            | Nazione  | Tempo |
| ---- | ----------------- | -------- | ----- |
| 1    | Loïc Meillard     | Svizzera | 57,72 |
| 2    | Lars Rösti        | Svizzera | 57,73 |
| 3    | Josef Ferstl      | Germania | 57,80 |
| 4    | Manuel Schmid     | Germania | 58,01 |
| 5    | Gino Caviezel     | Svizzera | 58,05 |
| 6    | Andreas Sander    | Germania | 58,12 |
| 7    | Christof Brandner | Germania | 58,22 |
| 8    | Miha Hrobat       | Slovenia | 58,48 |
| 9    | Fabio Renz        | Germania | 58,52 |
| 10   | Tilen Debelak     | Slovenia | 58,59 |

Data: 23 marzo 2018

Località: Garmisch-Partenkirchen

Ore: 9:45

Pista: 

Partenza: 1540 m s.l.m.

Arrivo: 1188 m s.l.m.

Dislivello: 352 m

Tracciatore: Stephan Kurz

#### Slalom gigante
| Pos. | Atleta               | Nazione  | Tempo   |
| ---- | -------------------- | -------- | ------- |
| 1    | Magnus Walch         | Austria  | 1:48,36 |
| 2    | Fritz Dopfer         | Germania | 1:48,51 |
| 3    | Cédric Noger         | Svizzera | 1:48,61 |
| 4    | Christian Hirschbühl | Austria  | 1:48,84 |
| 5    | Daniele Sorio        | Italia   | 1:48,89 |
| 6    | Marc Rochat          | Svizzera | 1:48,95 |
| 7    | Thomas Dorner        | Austria  | 1:49,01 |
| 7    | Julian Rauchfuss     | Germania | 1:49,01 |
| 7    | Linus Straßer        | Germania | 1:49,01 |
| 10   | Bastian Meisen       | Germania | 1:49,06 |

Data: 3 aprile 2018

Località: Oberjoch

1ª manche:

Ore: 9:30

Pista: 

Partenza: 1543 m s.l.m.

Arrivo: 1228 m s.l.m.

Dislivello: 315 m

Tracciatore: Robert Füß

2ª manche:

Ore: 11:30

Pista: 

Partenza: 1543 m s.l.m.

Arrivo: 1228 m s.l.m.

Dislivello: 315 m

Tracciatore: Stefan Kogler

#### Slalom speciale
| Pos. | Atleta             | Nazione  | Tempo   |
| ---- | ------------------ | -------- | ------- |
| 1    | Fritz Dopfer       | Germania | 1:35,33 |
| 2    | Dominik Stehle     | Germania | 1:35,35 |
| 3    | Sebastian Holzmann | Germania | 1:35,62 |
| 4    | Sandro Simonet     | Svizzera | 1:35,81 |
| 5    | Anton Tremmel      | Germania | 1:36,29 |
| 6    | Mathias Graf       | Austria  | 1:36,49 |
| 7    | Istok Rodeš        | Croazia  | 1:36,83 |
| 8    | Simon Rueland      | Austria  | 1:37,19 |
| 9    | Philipp Schmid     | Germania | 1:37,26 |
| 10   | Julian Rauchfuss   | Germania | 1:37,46 |

Data: 25 marzo 2018

Località: Sudelfeld

1ª manche:

Ore: 9:00

Pista: 

Partenza: 1220 m s.l.m.

Arrivo: 1050 m s.l.m.

Dislivello: 170 m

Tracciatore: Andreas Omminger

2ª manche:

Ore: 

Pista: 

Partenza: 1220 m s.l.m.

Arrivo: 1050 m s.l.m.

Dislivello: 170 m

Tracciatore: Markus Eberle

#### Combinata
La gara, originariamente prevista il 23 marzo a Garmisch-Partenkirchen, è stata annullata.

### Donne

#### Discesa libera
| Pos. | Atleta                     | Nazione  | Tempo   |
| ---- | -------------------------- | -------- | ------- |
| 1    | Michaela Wenig             | Germania | 1:01,07 |
| 2    | Kira Weidle                | Germania | 1:01,31 |
| 3    | Patrizia Dorsch            | Germania | 1:01,86 |
| 4    | Ann-Katrin Magg            | Germania | 1:02,12 |
| 5    | Veronique Hronek           | Germania | 1:02,31 |
| 6    | Lena Dürr                  | Germania | 1:02,55 |
| 7    | Katrin Hirtl-Stanggaßinger | Germania | 1:02,62 |
| 8    | Sophia Eckstein            | Germania | 1:03,13 |
| 9    | Ania Monica Caill          | Romania  | 1:03,17 |
| 10   | Lenie Flötgen              | Germania | 1:03,45 |

Data: 22 marzo 2018

Località: Garmisch-Partenkirchen

Ore: 10:45

Pista: 

Partenza: 1690 m s.l.m.

Arrivo: 1188 m s.l.m.

Dislivello: 502 m

Tracciatore: Andreas Fürbeck

#### Supergigante
| Pos. | Atleta               | Nazione  | Tempo   |
| ---- | -------------------- | -------- | ------- |
| 1    | Michaela Wenig       | Germania | 59,27   |
| 2    | Elisabeth Reisinger  | Austria  | 59,83   |
| 3    | Meike Pfister        | Germania | 1:00,12 |
| 4    | Veronique Hronek     | Germania | 1:00,14 |
| 5    | Martina Rettenwender | Austria  | 1:00,16 |
| 6    | Michaela Heider      | Austria  | 1:00,23 |
| 7    | Ann-Katrin Magg      | Germania | 1:00,37 |
| 8    | Lindy Etzensperger   | Svizzera | 1:00,43 |
| 9    | Patrizia Dorsch      | Germania | 1:00,53 |
| 10   | Kira Weidle          | Germania | 1:00,59 |

Data: 23 marzo 2018

Località: Garmisch-Partenkirchen

Ore: 9:15

Pista: 

Partenza: 1540 m s.l.m.

Arrivo: 1188 m s.l.m.

Dislivello: 352 m

Tracciatore: Stephan Kurz

#### Slalom gigante
| Pos. | Atleta                  | Nazione       | Tempo   |
| ---- | ----------------------- | ------------- | ------- |
| 1    | Veronique Hronek        | Germania      | 2:22,21 |
| 2    | Alex Tilley             | Regno Unito   | 2:22,49 |
| 3    | Viktoria Rebensburg     | Germania      | 2:22,66 |
| 4    | Christine Scheyer       | Austria       | 2:22,67 |
| 5    | Maryna Gąsienica-Daniel | Polonia       | 2:22,73 |
| 6    | Katharina Truppe        | Austria       | 2:22,85 |
| 7    | Nadine Fest             | Austria       | 2:22,89 |
| 8    | Elisa Mörzinger         | Austria       | 2:23,36 |
| 9    | Piera Hudson            | Nuova Zelanda | 2:23,49 |
| 10   | Melanie Niederdorfer    | Austria       | 2:23,51 |
|      |                         |               |         |
| 12   | Michaela Wenig          | Germania      | 2:24,06 |

Data: 3 aprile 2018

Località: Bischofswiesen

1ª manche:

Ore: 11:30

Pista: 

Partenza: 1230 m s.l.m.

Arrivo: 880 m s.l.m.

Dislivello: 350 m

Tracciatore: Stefan Kermer

2ª manche:

Ore: 

Pista: 

Partenza: 1230 m s.l.m.

Arrivo: 880 m s.l.m.

Dislivello: 350 m

Tracciatore: Josef Steckermeier

#### Slalom speciale
| Pos. | Atleta                     | Nazione  | Tempo   |
| ---- | -------------------------- | -------- | ------- |
| 1    | Hannah Köck                | Austria  | 1:36,82 |
| 2    | Michaela Dygruber          | Austria  | 1:37,38 |
| 3    | Andrea Filser              | Germania | 1:37,50 |
| 4    | Lara Zürcher               | Svizzera | 1:37,52 |
| 5    | Julia Mutschlechner        | Germania | 1:37,58 |
| 6    | Lena Dürr                  | Germania | 1:37,65 |
| 7    | Jessica Hilzinger          | Germania | 1:37,82 |
| 8    | Katrin Hirtl-Stanggaßinger | Germania | 1:40,17 |
| 9    | Luisa Mangold              | Germania | 1:40,52 |
| 10   | Veronika Schwaiger         | Austria  | 1:40,72 |

Data: 24 marzo 2018

Località: Sudelfeld

1ª manche:

Ore: 9:00

Pista: 

Partenza: 1220 m s.l.m.

Arrivo: 1050 m s.l.m.

Dislivello: 170 m

Tracciatore: Christian Wanninger

2ª manche:

Ore: 

Pista: 

Partenza: 1220 m s.l.m.

Arrivo: 1050 m s.l.m.

Dislivello: 170 m

Tracciatore: Tobias Lux

#### Combinata
La gara, originariamente prevista il 23 marzo a Garmisch-Partenkirchen, è stata annullata.